# Linia 5 metra w Paryżu
Linia 5 paryskiego metra jest linią zbudowaną w Paryżu w 1906 roku. Ostatnio rozbudowywana w 1985 r. Przebiega na wschodzie Paryża od Bobigny do Place d’Italie. Aktualnie obsługiwana przez składy typu MF 01.

## Lista stacji
| #  | Nazwa                                                     | Miejscowość/dzielnica                      | Otwarcie    | Możliwe przesiadki | Liczba pasażerów (2021) | Pozycja w całym systemie względem liczby pasażerów (2021) |
| -- | --------------------------------------------------------- | ------------------------------------------ | ----------- | ------------------ | ----------------------- | --------------------------------------------------------- |
| 1  | Bobigny – Pablo Picasso Préfecture – Hôtel du Département | Bobigny                                    | 1985        |                    | 6 561 327               | 15                                                        |
| 2  | Bobigny – Pantin – Raymond Queneau                        | Bobigny; Pantin                            | 1985        | –                  | 2 335 465               | 144                                                       |
| 3  | Église de Pantin                                          | Pantin                                     | 1942        | –                  | 2 832 467               | 119                                                       |
| 4  | Hoche                                                     | Pantin                                     | 1942        | –                  | 3 928 404               | 59                                                        |
| 5  | Porte de Pantin Parc de la Villette                       | 19. dzielnica                              | 1942        |                    | 3 374 733               | 89                                                        |
| 6  | Ourcq                                                     | 19. dzielnica                              | 1942        | –                  | 2 862 337               | 116                                                       |
| 7  | Laumière                                                  | 19. dzielnica                              | 1942        | –                  | 3 258 568               | 94                                                        |
| 8  | Jaurès                                                    | 10. dzielnica; 19. dzielnica               | 1942        |                    | 4 055 461               | 52                                                        |
| 9  | Stalingrad                                                | 10. dzielnica; 19. dzielnica               | 1942        |                    | 4 924 583               | 36                                                        |
| 10 | Gare du Nord                                              | 10. dzielnica                              | 1907 (1942) |                    | 34 503 097              | 1                                                         |
| 11 | Gare de l'Est Verdun                                      | 10. dzielnica                              | 1907        |                    | 15 538 471              | 5                                                         |
| 12 | Jacques Bonsergent                                        | 10. dzielnica                              | 1906        | –                  | 1 743 989               | 201                                                       |
| 13 | République                                                | 3. dzielnica; 10. dzielnica; 11. dzielnica | 1907        |                    | 11 079 708              | 7                                                         |
| 14 | Oberkampf                                                 | 11. dzielnica                              | 1907        |                    | 3 205 110               | 96                                                        |
| 15 | Richard-Lenoir                                            | 11. dzielnica                              | 1906        | –                  | 1 544 636               | 228                                                       |
| 16 | Bréguet – Sabin                                           | 11. dzielnica                              | 1906        | –                  | 1 490 160               | 237                                                       |
| 17 | Bastille                                                  | 4. dzielnica; 11. dzielnica; 12. dzielnica | 1906        |                    | 8 069 243               | 11                                                        |
| 18 | Quai de la Rapée                                          | 12. dzielnica                              | 1906        | –                  | 798 728                 | 289                                                       |
| 19 | Gare d'Austerlitz                                         | 5. dzielnica; 13. dzielnica                | 1906        |                    | 6 318 543               | 17                                                        |
| 20 | Saint-Marcel                                              | 13. dzielnica                              | 1906        | –                  | 1 666 744               | 213                                                       |
| 21 | Campo-Formio                                              | 13. dzielnica                              | 1906        | –                  | 1 016 150               | 283                                                       |
| 22 | Place d'Italie                                            | 13. dzielnica                              | 1906        |                    | 7 119 097               | 14                                                        |